# La Alberca
La Alberca é um município da Espanha na província de Salamanca, comunidade autónoma de Castela e Leão, de área 60,73 km² com população de 1105 habitantes (2003) e densidade populacional de 18,01 hab/km².
Com uma malha urbana que conserva a arquitectura típica da serra de França, La Alberca foi declarada conjunto histórico artístico, em 1940. As vergas esculpidas das casas contam a data da sua fundação. Cada um dos pisos superiores vai sobressaindo sobre o inferior, até que os beirais dos telhados quase tocam os da frente. 
Faz parte da rede das Aldeias mais bonitas de Espanha.

## Demografia
| Variação demográfica do município entre 1991 e 2004 | Variação demográfica do município entre 1991 e 2004 | Variação demográfica do município entre 1991 e 2004 | Variação demográfica do município entre 1991 e 2004 |
| --------------------------------------------------- | --------------------------------------------------- | --------------------------------------------------- | --------------------------------------------------- |
| 1991                                                | 1996                                                | 2001                                                | 2004                                                |
| 1068                                                | 1106                                                | 1123                                                | 1095                                                |